# Allium papillare
Allium papillare — вид трав'янистих рослин родини амарилісові (Amaryllidaceae), поширений у східному Середземномор'ї.

## Опис
Листові піхви та частина листових пластин вкриті крихітними волосками. Сегменти оцвітини тупі з помітними пурпурними серединними жилками.

## Поширення
Поширений у східному Середземномор'ї — пд. Ізраїль, пн.-сх. Синай (Єгипет).
Населяє пустельні піски.